# Kap Finisterre
Kap Finisterre i Galicien, Spanien, är en liten halvö 60 km väst om Santiago de Compostela. Halvön kallas "världens ände" då det är en av Europas västligaste punkter.
Kap Finisterre har koordinaterna 42° 55' nord och 9° 18' väst.